# Iouri IV
Iouri IV de Russie (en russe : Юрий Дмитриевич), né le 26 novembre 1374 à Pereslavl-Zalesski, est un riourikide qui fut Grand-prince de Moscou de 1433 à 1434.

## Biographie
Il est le fils de Dimitri Donskoï et d'Eudoxie de Souzdal. Il fut d'abord prince de Galitch et de Zvenigorod en 1389.
Il usurpe le pouvoir à diverses reprises entre 1425 et 1433 pendant la première partie de la guerre de Succession moscovite. On raconte qu'à la mort de son frère, Vassili Ier de Russie, en 1425 il aurait tenté de jeter Vassili II de Russie son successeur âgé de 10 ans par-dessus les murs du Kremlin de Moscou[réf. nécessaire].
Il meurt le 5 juin 1434 à Galitch et est inhumé dans la cathédrale de l'Archange-Saint-Michel de Moscou.
De son union avec Anastasie, fille du prince Georges de Smolensk, et morte le 11 juillet 1422, il laissa :
- Dimitri Chemyaka
- Vassili le Louche